# Umeda
Umeda (梅田?) è la principale zona commerciale ed economica del quartiere di Kita-ku a Osaka in Giappone, nota soprattutto per ospitare i principali terminali ferroviari della città (stazioni di Osaka e Umeda).
Umeda è un centro nevralgico del trasporto, nonché dei principali uffici e hotel. In particolare di notevole importanza rivestono le strade attorno a Umeda Ovest, Dojima e Nakanoshima, con oltre 40 grattacieli disseminati lungo le strade. A Umeda si trovano anche quattro fra i maggiori grandi magazzini di Osaka (Hanshin, Hankyu, Daimaru e Isetan), e molti altri centri commerciali.
Il nome del quartiere ufficialmente significa "campo dei susini", ma inizialmente il significato era "campo interrato" (埋田?), in quanto per ospitare la nuova stazione ferroviaria negli anni settanta del 1800 le zone agricole qui presenti vennero stravolte.

## Stazioni

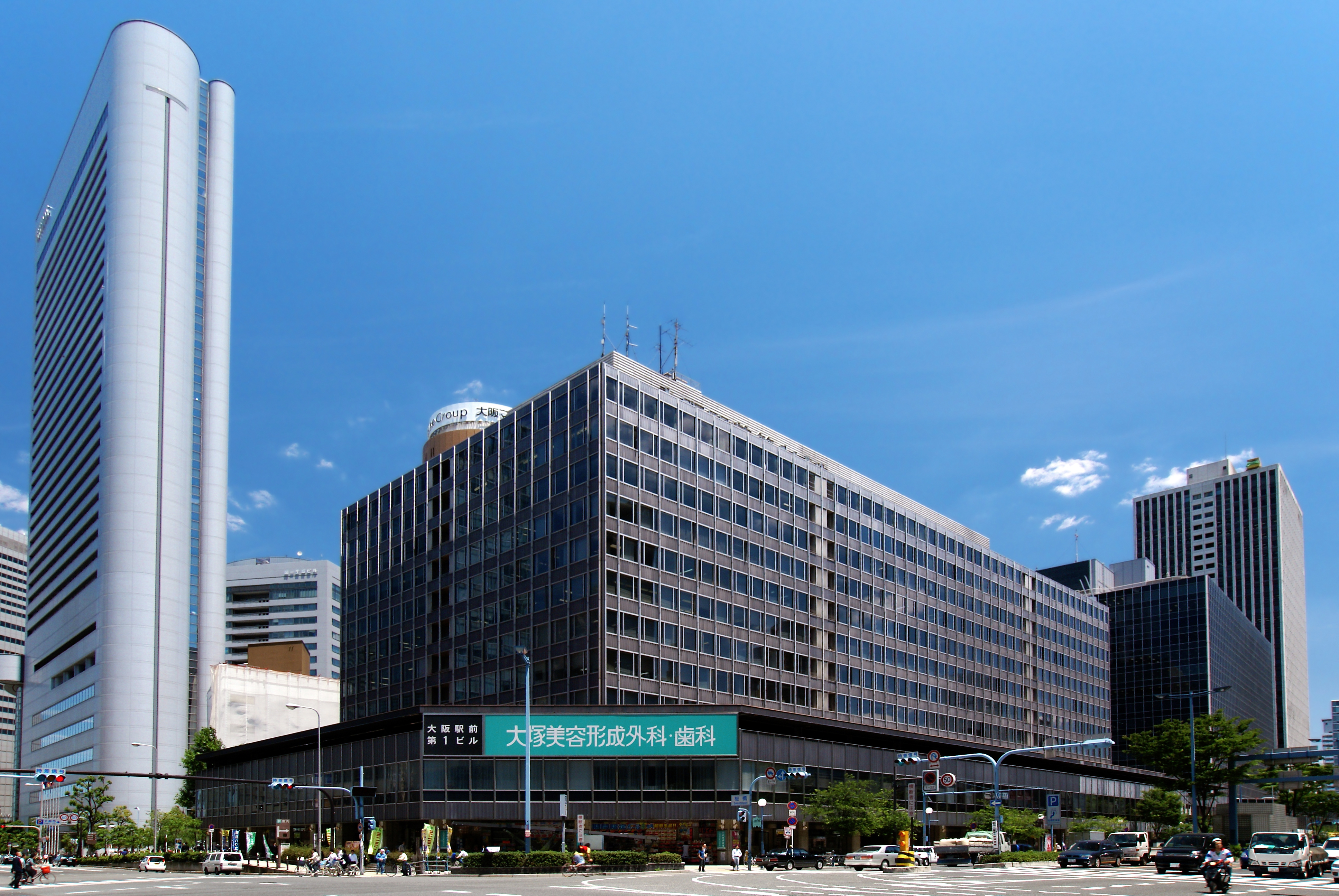
Edificio dell'hotel Hilton vicino alla stazione centrale I

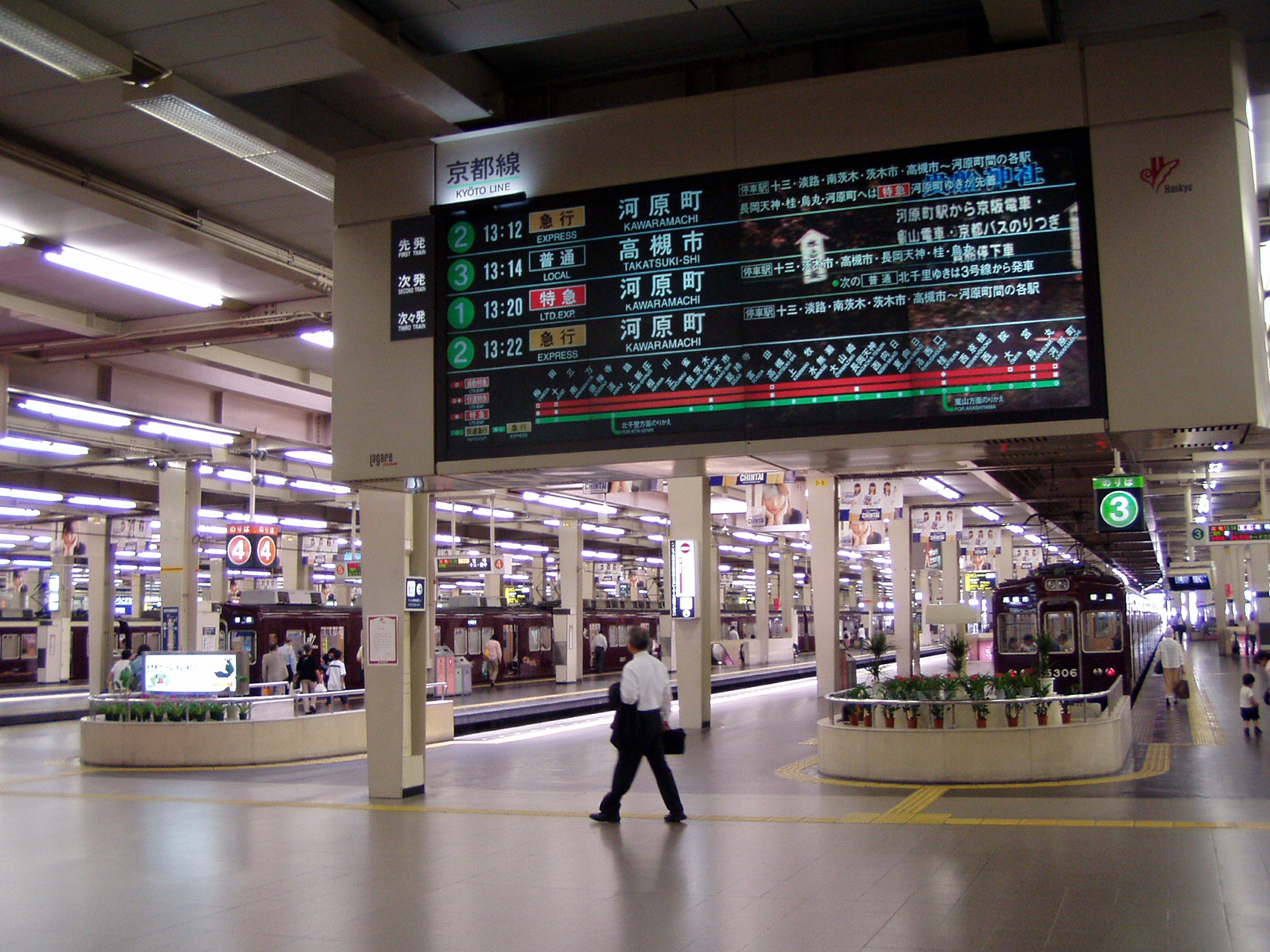
Stazione Hankyu a Umeda

### JR West
- Stazione di Ōsaka (oltre 600.000 passeggeri al giorno) 
(●Linea JR Kōbe, ●Linea JR Kyōto, ●Linea JR Takarazuka, ●Linea Circolare di Ōsaka)
- Stazione di Kitashinchi (Linea JR Tōzai)

### Ferrovie Hankyū
- Stazione di Umeda (oltre 550.000 passeggeri al giorno) (Linea Kyoto, Linea Kobe, Linea Takarazuka)

### Ferrovie Hanshin
- Stazione di Umeda (Linea principale Hanshin)

### Metropolitana di Osaka
- Stazione di Umeda (Linea Midōsuji, M16)
- Nishi-Umeda (Linea Yotsubashi, Y11)
- Higashi-Umeda (Linea Tanimachi, T20)

Ogni giorno tutte queste stazioni raccolgono oltre 2,3 milioni di passeggeri.

## Servizi e uffici
Umeda non è solo un distretto finanziario, ma molti sono anche i punti per lo svago, la ristorazione, i concerti e così via.

### Osaka Station City

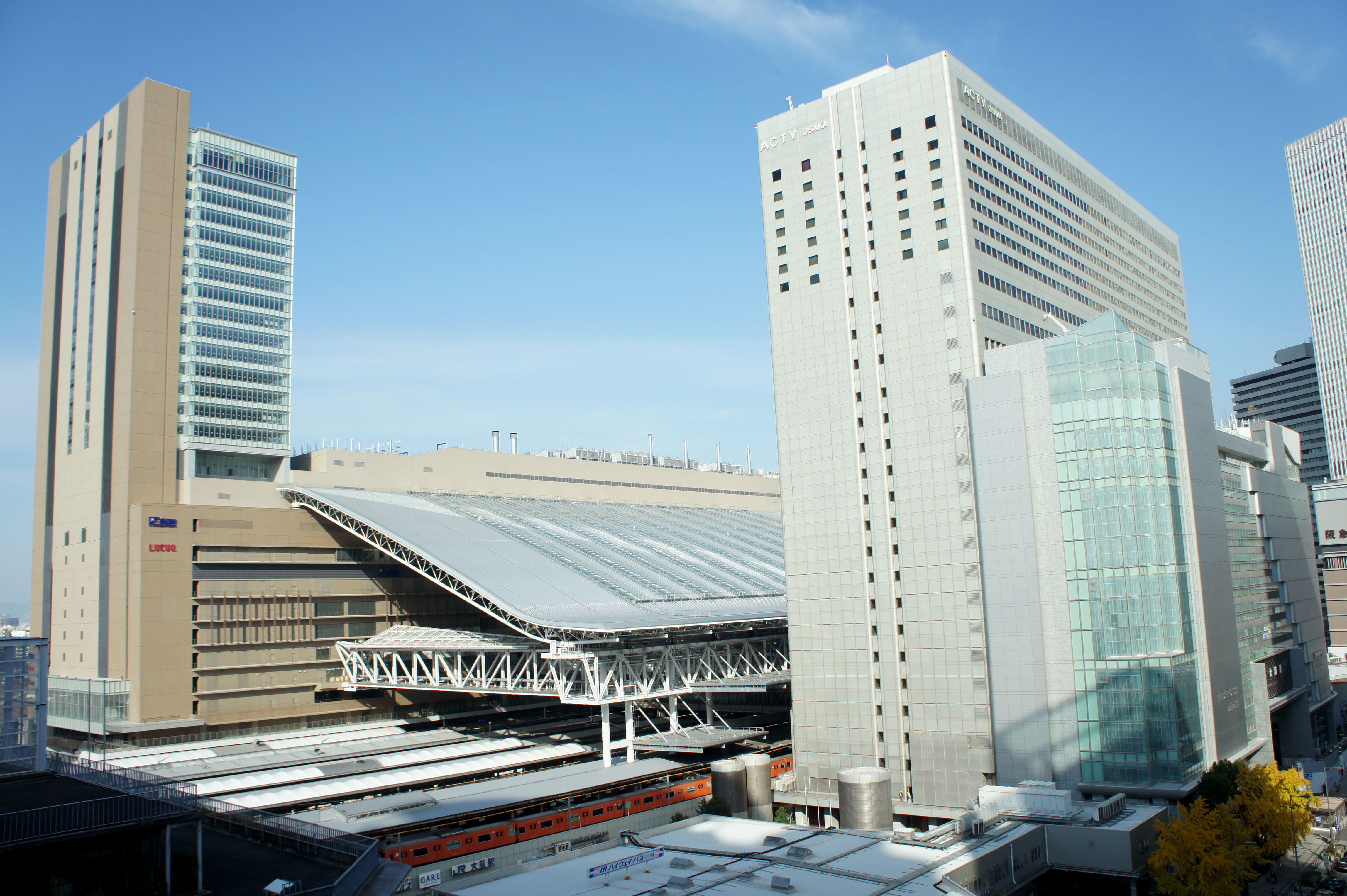
Osaka Station City

Nel 2011 è stato completato un radicale rinnovo della stazione di Osaka che è stata inserita in una cittadella commerciale cui è stato dato il nome inglese Osaka Station City. Oltre alla ristrutturazione del grattacielo sul lato sud e alla costruzione ex novo di un complesso di edifici e centri commerciali sul lato nord, è stato cambiato anche l'aspetto della stazione. Sono stati costruiti un grande atrio a cavallo dei binari, che permette di raggiungerli anche da sopra, e un'enorme copertura diagonale lievemente arcuata degli stessi binari. È possibile salire gratuitamente fino al 14º piano dell'edificio nord, dal quale si ha una visuale panoramica della città.
- Edificio Portale Sud
  - Daimaru
    - Pokémon Center di Osaka
    - Tokyu Hands
    - Uniqlo

  - Hotel Granvia Osaka
  - Umaimono Plaza
- Edificio Portale Nord
  - JR Osaka Isetan-Mitsukoshi
  - Lucua
  - Osaka Station JR Expressway Bus Terminal
  - Osaka Station City Cinema
  - Uffici (ITOCHU, etc.)
- ALBi
- Umesankoji

### Diamond district

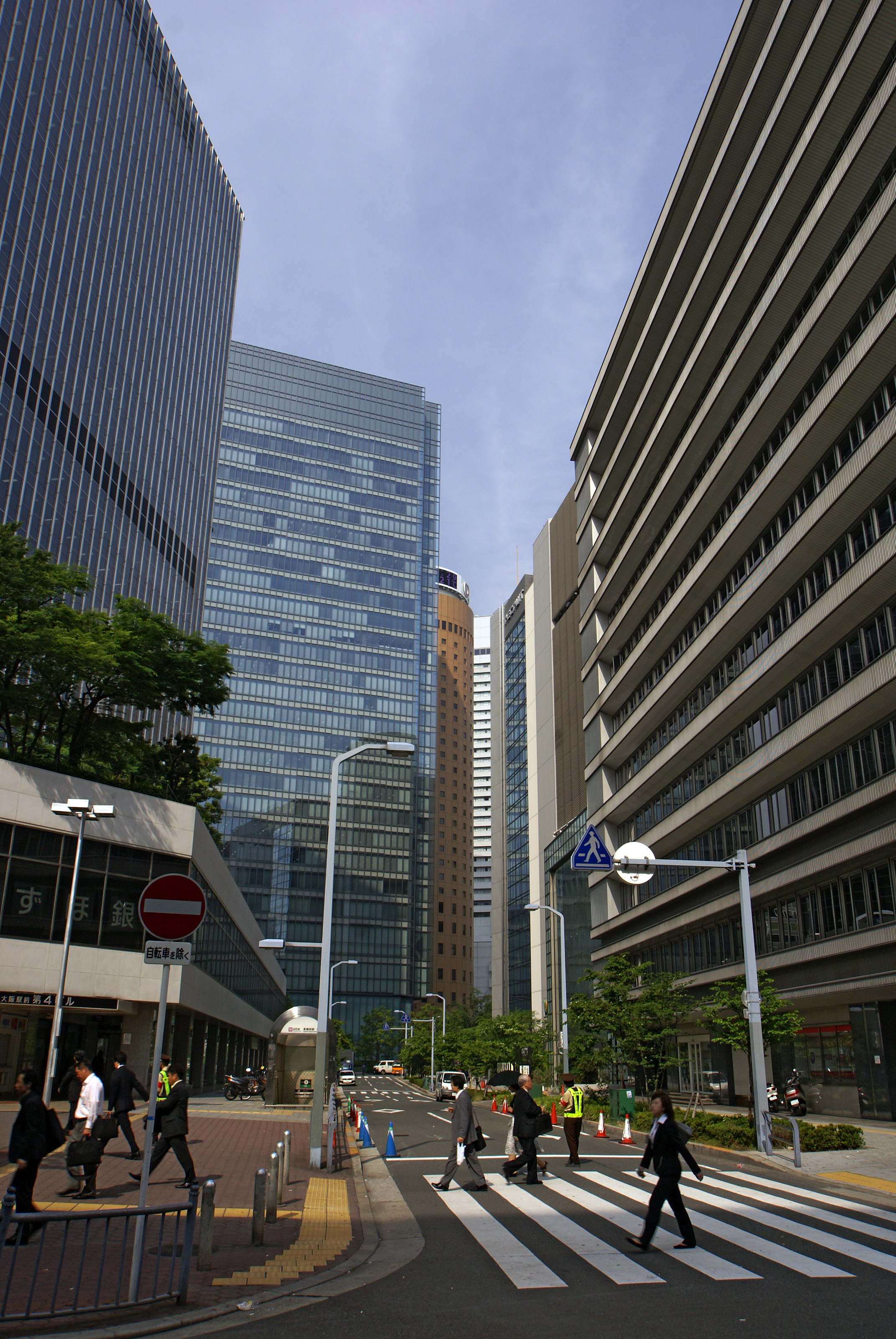
Diamond district

- Grandi Magazzini Hanshin
- Osaka Marubiru
  - Osaka Daiichi Hotel
- Umeda DT Tower
- E-MA
  - Umeda Burg 7
- Shin-Hankyu Building
  - Shin-Hankyu Hachi-Bangai
- Osaka Ekimae Buildings
  - Ufficio postale centrale di Osaka
- Hilton Osaka
  - The Hilton Plaza East
    - Junkudo Umeda
    - Chanel
    - Hermès
- Osaka Daiichi Seimei Building
- Umeda Square Building

### Hankyu Umeda distretto orientale
- Stazione Hankyu Umeda
  - Hankyu San-bangai

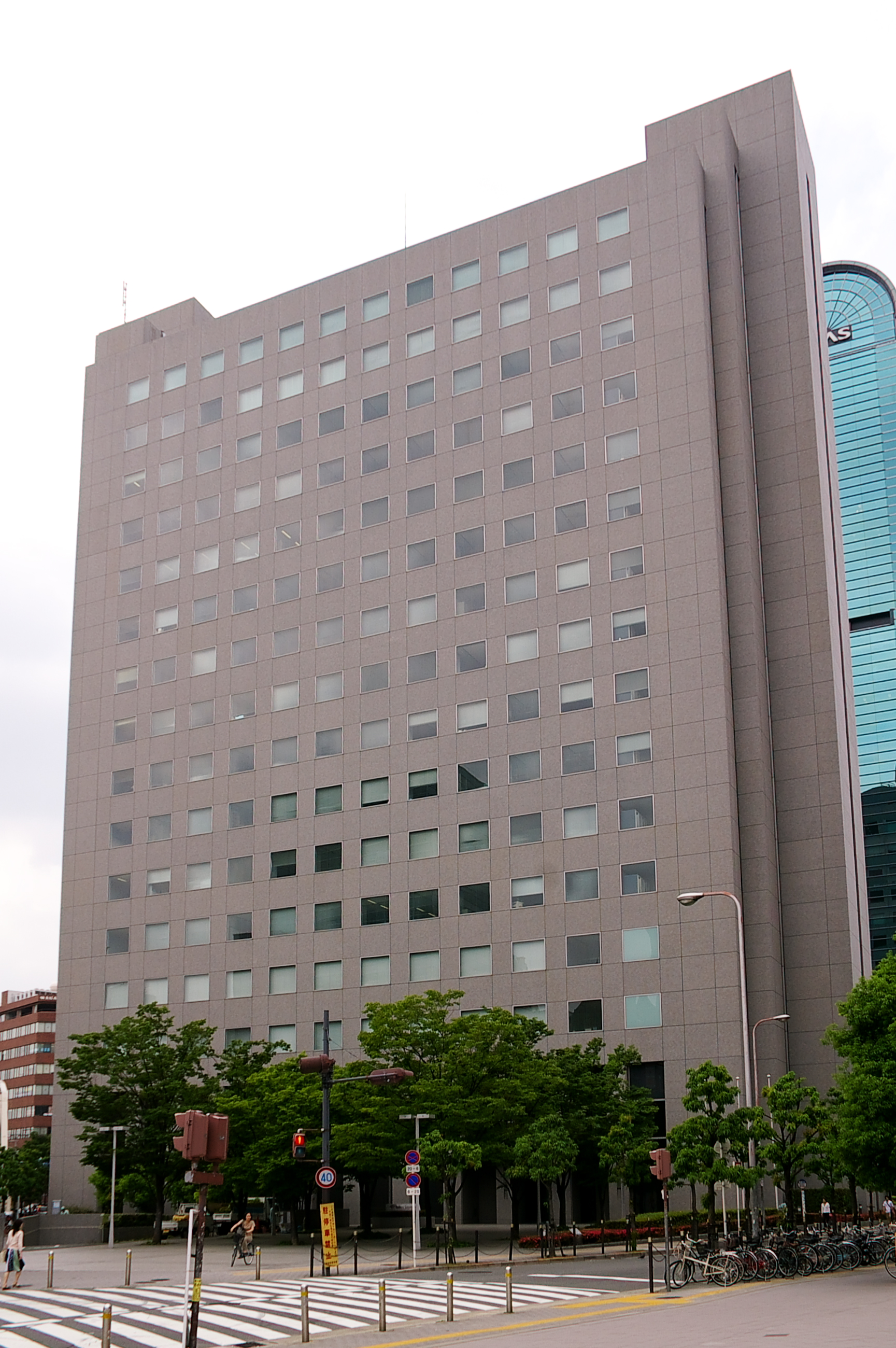
Hankyu Hanshin Holdings, Inc.

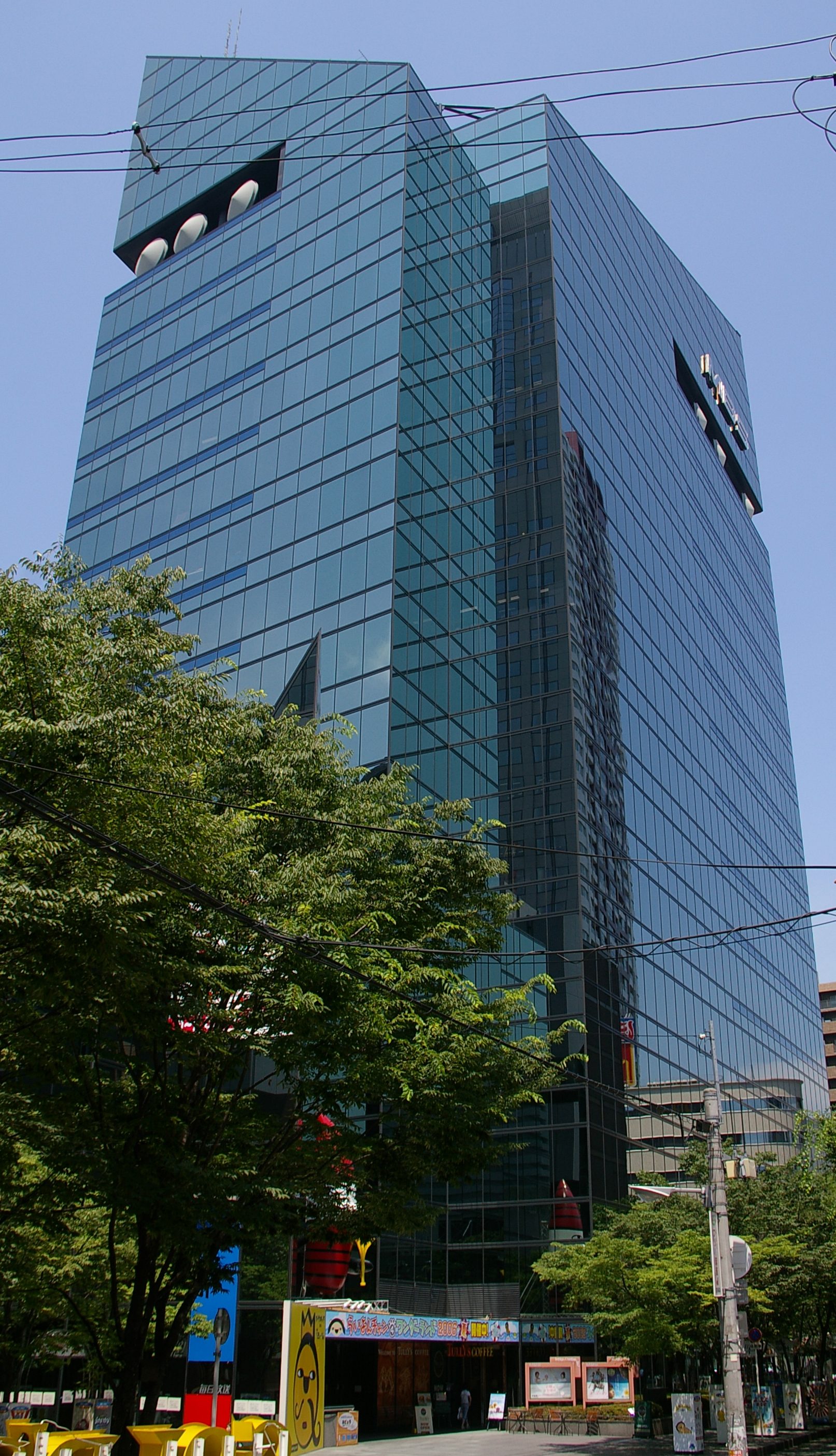
Mainichi Broadcasting System, Inc. (MBS)

    - Libreria Kinokuniya: Oltre 3,000 m2
- Hankyu Terminal Building
  - Hankyu 17 bangai
- Hankyu Grand Building
  - Hankyu 32 bangai
- Grandi Magazzini Hankyu
- Osaka Fukoku Seimei Building
- Hotel New Hankyu Osaka
- Kitano Hankyu Building
  - Hotel New Hankyu Annex
  - DD House
- HEP Navio
  - Hankyu Men's
  - TOHO Cinemas Umeda (Theater 1-8)
- HEP Five
- NU Chayamachi
- NU Chayamachi Plus
- Chayamachi Applause
  - Umeda Arts Theater
  - Hotel Hankyu International
- Chaska Chayamachi
  - Maruzen & Junkudo Umeda
- Pias Tower
- Umeda Center Building
  - Daikin Industries, Ltd.
  - NTT Data Sekisui Systems Corporation
  - Animate Umeda
- AIG Umeda Building
  - Hankyu Department Store Ings Annex
- Hankyu Hanshin Holdings, Inc. & Hankyu Corporation
- Mainichi Broadcasting System, Inc.
- Umeda Loft
- Yanmar Co., Ltd.
- EST
- Shin Umeda Shokudogai

### Umeda Nord, Shin Umeda City

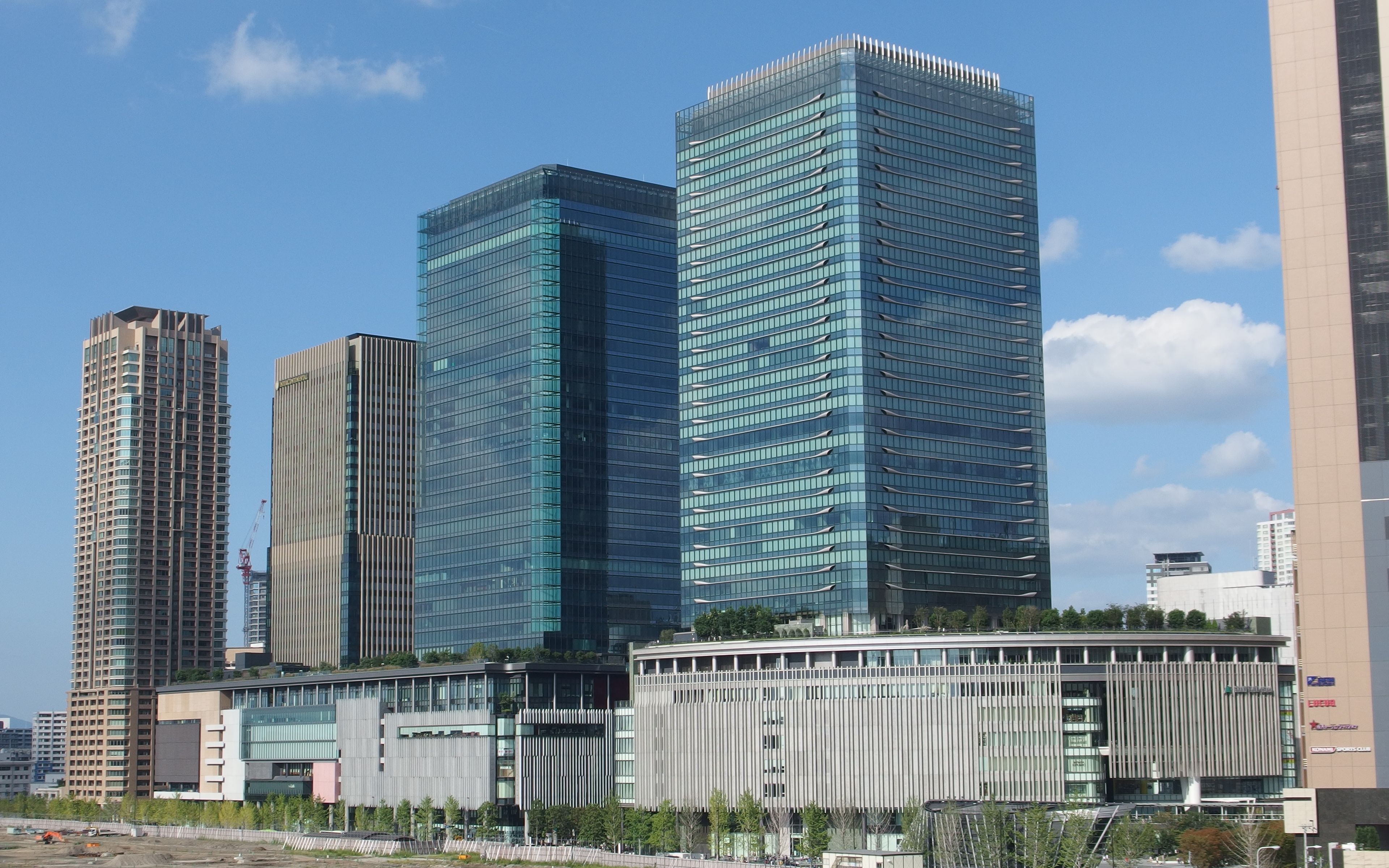
Grand Front Osaka

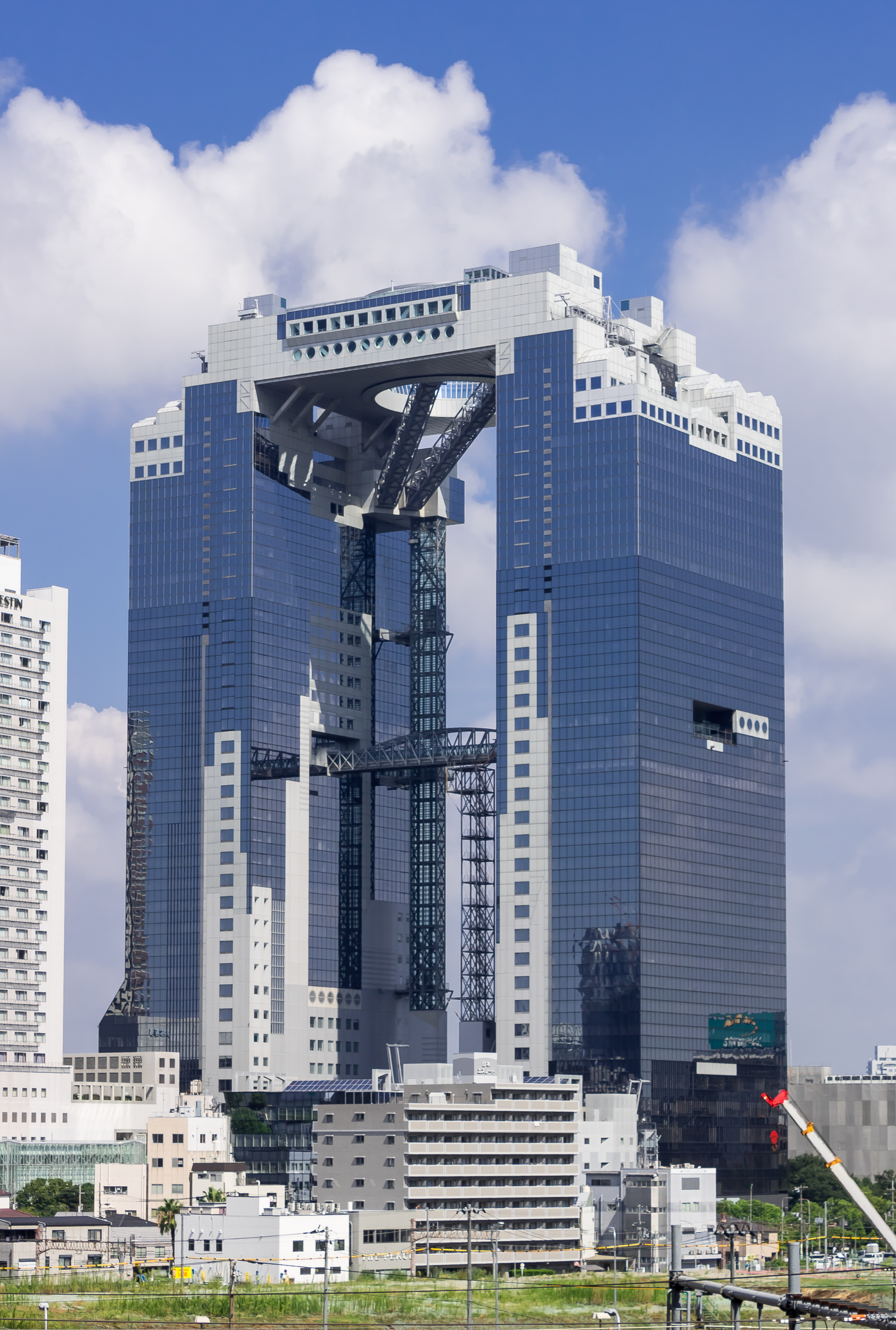
North Umeda district (Umeda Sky Building)

- Yodobashi Umeda
  - Yodobashi Camera
  - Comme Ça Store
  - Fashion Zone
  - Restaurant Floor
- Grand Front Osaka
- Shin Umeda City
  - Umeda Sky Building
  - the Westin Osaka

### Umeda Ovest (Osaka Garden City, ecc.)
- Herbis ENT

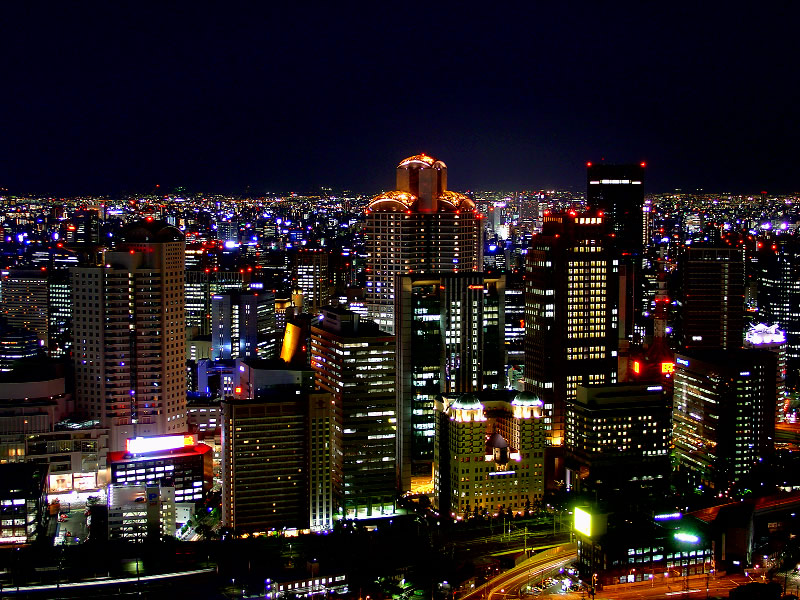
Umeda Ovest di notte

  - Bulgari, Gucci, Coach, Louis Vuitton, Tiffany & Co.
  - Shiki Theatre Company
  - Billboard-Live Osaka
- Herbis Osaka
  - The Ritz Carlton Osaka
- The Hilton Plaza West
- The Mainichi Shimbun Building
  - Sede centrale del Mainichi Shinbun
  - Sports Nippon
- Mainichi Intecio
- Daiwa House Osaka Building (sede principale)
- Breezé Tower
  - Sankei Hall Breezé
- Gate Tower Building, nota per l'Autostrada Hanshin che passa all'interno dell'edificio, fra i piani 5 e 7.

### Area a est della Stazione di Osaka (Doyamacho, Komatsubaracho, Sonezaki Nichome e Taiyujicho)
- Hankyu Higashidori
- OS Rakutenchi Building
  - Toho Cinemas Umeda Annex (Theater 9, 10)
- Sonezaki Ohatsu Tenjin-dori
  - Ohatsu Tenjin
- Sonezaki Police Station
- Asahiya Shoten: Over 2,000 m2
- Umeda Piccadilly

### Centri commerciali sotterranei
Al primo piano interrato sotto Umeda, si trova una rete di gallerie commerciali collegate tra loro per uno sviluppo totale di circa 80000 m², le più importanti di tali gallerie sono Whity Umeda e Diamor Osaka.